# Syzygium siphonanthum
Syzygium siphonanthum là một loài thực vật có hoa trong Họ Đào kim nương. Loài này được (King ex Greves) Amshoff miêu tả khoa học đầu tiên năm 1945.